# Walsall
Walsall é uma grande cidade industrial localizada na região de Midlands Ocidentais (West Midlands), na Inglaterra. A cidade está cerca de 12.8 km ao noroeste de Birmingham e a 9.6 a leste de Wolverhampton.
Segundo o censo de 2011, a cidade possui uma população de 67.594 pessoas.

## Ver também

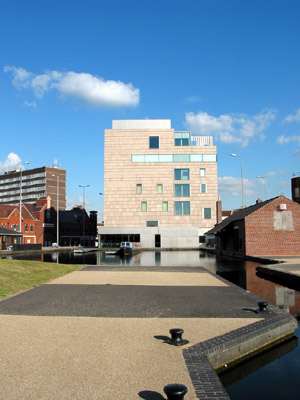
galeria de arte de Walsall

## Filhos ilustres
- Ver Categoria:Naturais de Walsall